# Polygonatum amabile
Polygonatum amabile là một loài thực vật có hoa trong họ Măng tây. Loài này được Yatabe miêu tả khoa học đầu tiên năm 1892.